# 99 Generation
「99 Generation」（ナインティナインジェネレーション）は、森川美穂の23枚目のシングル。1996年4月17日にTOSHIBA-EMI/TM FACTORYから発売された。

## 概要
サン・ジョルディの日1996イメージソング。日本テレビ『東京天使』（しんドラ枠）エンディング。
彼女自身が1番やりたかったラテンフレーバー溢れる楽曲。

## 収録曲
（全編曲：小林信吾）
1. 99 Generation [4:48]
作詞：山田ひろし 作曲：内藤慎也
2. 生まれたての想い [4:58]
作詞：森川美穂、作曲：小林信吾
3. 99 Generation（オリジナル・カラオケ）